# Novosedly (Pšov)
Novosedly (německy Nebosedl) je vesnice, část obce Pšov v okrese Karlovy Vary v Karlovarském kraji. Nachází se asi tři kilometry jihovýchodně od Pšova. Novosedly leží v katastrálním území Novosedly u Žlutic o rozloze 9,18 km².

## Historie
U vesnice byl odkryt žárový hrob z doby halštatské. Pochází z něj soudkovitá nádoba zdobená svislými nehtovými vrypy pod okrajem, která obsahovala zbytky spálených kostí. Nádoba je 99 cm vysoká a její průměr se pohybuje od 77 do 98 centimetrů. Uložena byla v karlovarském muzeu.
První písemná zmínka o vesnici pochází z roku 1358 a dokládá existenci zdejšího farního kostela. V roce 1428 je také poprvé zmíněna tvrz v držení Cukra z Tamfeldu, kterému patřila ještě v roce 1447. V šestnáctém století byla vesnice rozdělena na dva díly. První v letech 1546–1580 patřil k Brložci, se kterým byl připojena k Rabštejnu nad Střelou a později od roku 1578 ke Žluticím Kokořovců z Kokořova. Druhou část vlastnili Lauenburkové z Toužimi, od kterých ji roku 1623 koupil Petr Adam z Kokořova. Někdy předtím tvrz beze zbytku zanikla.

## Obyvatelstvo
Při sčítání lidu v roce 1921 zde žilo 435 obyvatel (z toho 211 mužů), z nichž byl jeden Čechoslovák, 433 Němců a jeden cizinec. Kromě sedmi židů se hlásili k římskokatolické církvi. Podle sčítání lidu z roku 1930 měla vesnice 403 obyvatel: 24 Čechoslováků, 378 Němců a jednoho cizince. Až na dva evangelíky, pět židů a jednoho člověka bez vyznání se hlásili k římskokatolické církvi.
| Rok            | 1869 | 1880 | 1890 | 1900 | 1910 | 1921 | 1930 | 1950 | 1961 | 1970 | 1980 | 1991 | 2001 | 2011 | 2021 |
| -------------- | ---- | ---- | ---- | ---- | ---- | ---- | ---- | ---- | ---- | ---- | ---- | ---- | ---- | ---- | ---- |
| Počet obyvatel | 420  | 428  | 414  | 366  | 412  | 435  | 403  | 153  | 196  | 271  | 247  | 216  | 210  | 196  | 225  |
| Počet domů     | 68   | 72   | 72   | 73   | 69   | 70   | 70   | 40   | 44   | 36   | 35   | 37   | 37   | 40   | 43   |

## Obecní správa
Při sčítání lidu v letech 1869–1979 Novosedly byly samostatnou obcí, se kterým patřily nejprve do okrese Žlutice, ale v roce 1950 v okrese Toužim a v letech 1961–1979 v okrese Karlovy Vary. Od 1. července 1979 jsou částí města Žlutice v okrese Karlovy Vary. V letech 1961–1979 k obci patřily Chlum, Močidlec a Vladořice.

## Pamětihodnosti
- holubník u čp. 20

## Galerie

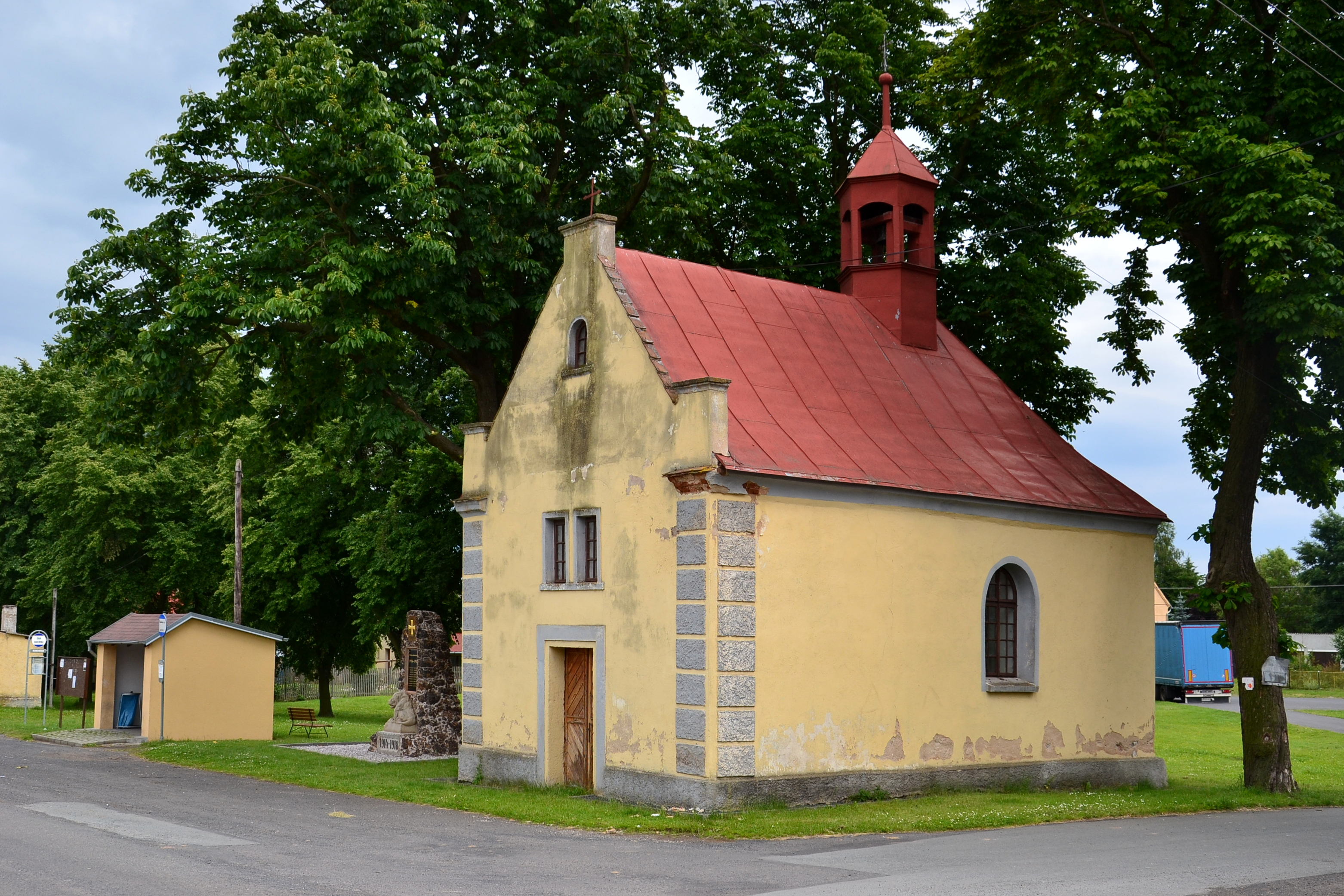
Kaple
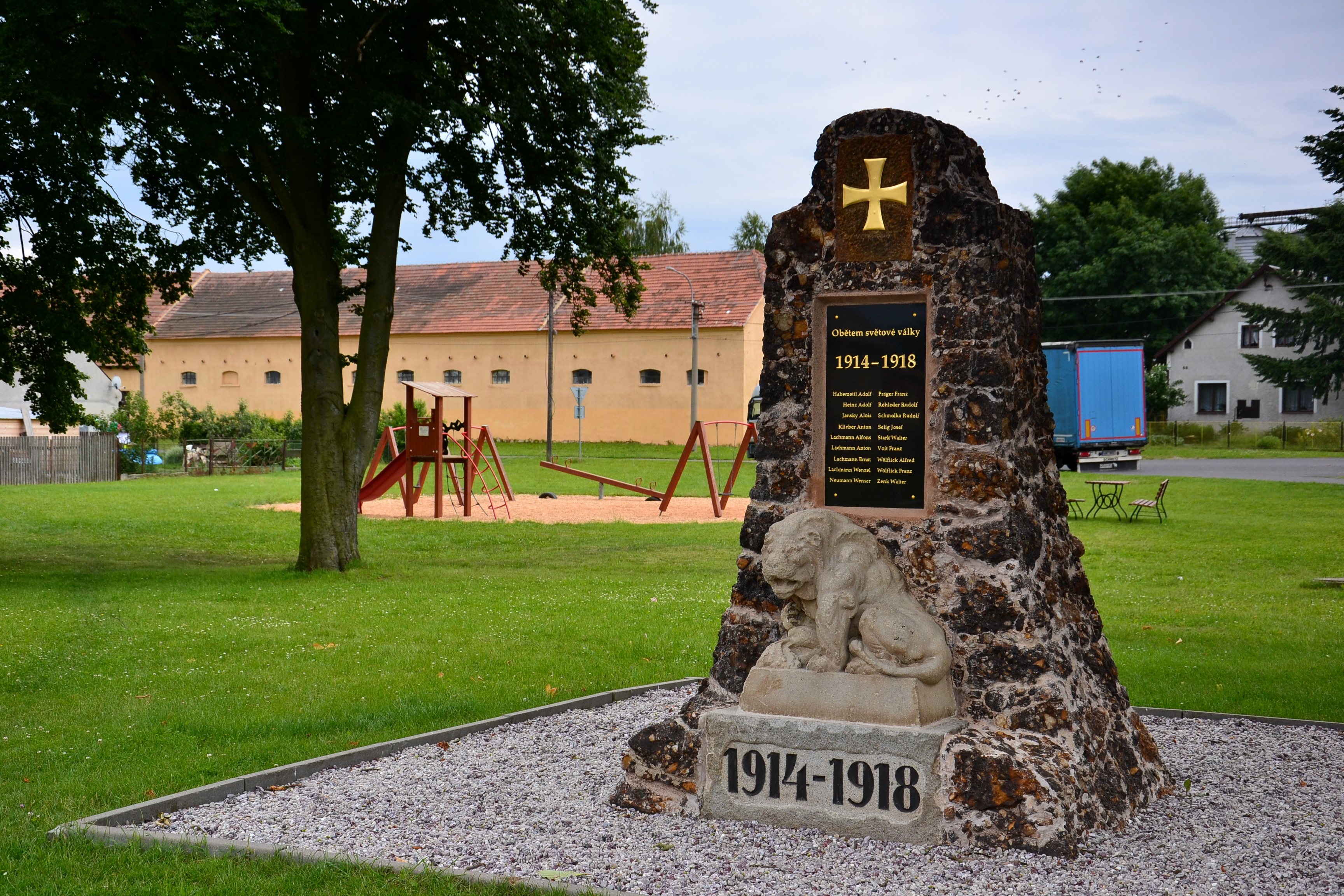
Pomník padlým v první světové válce
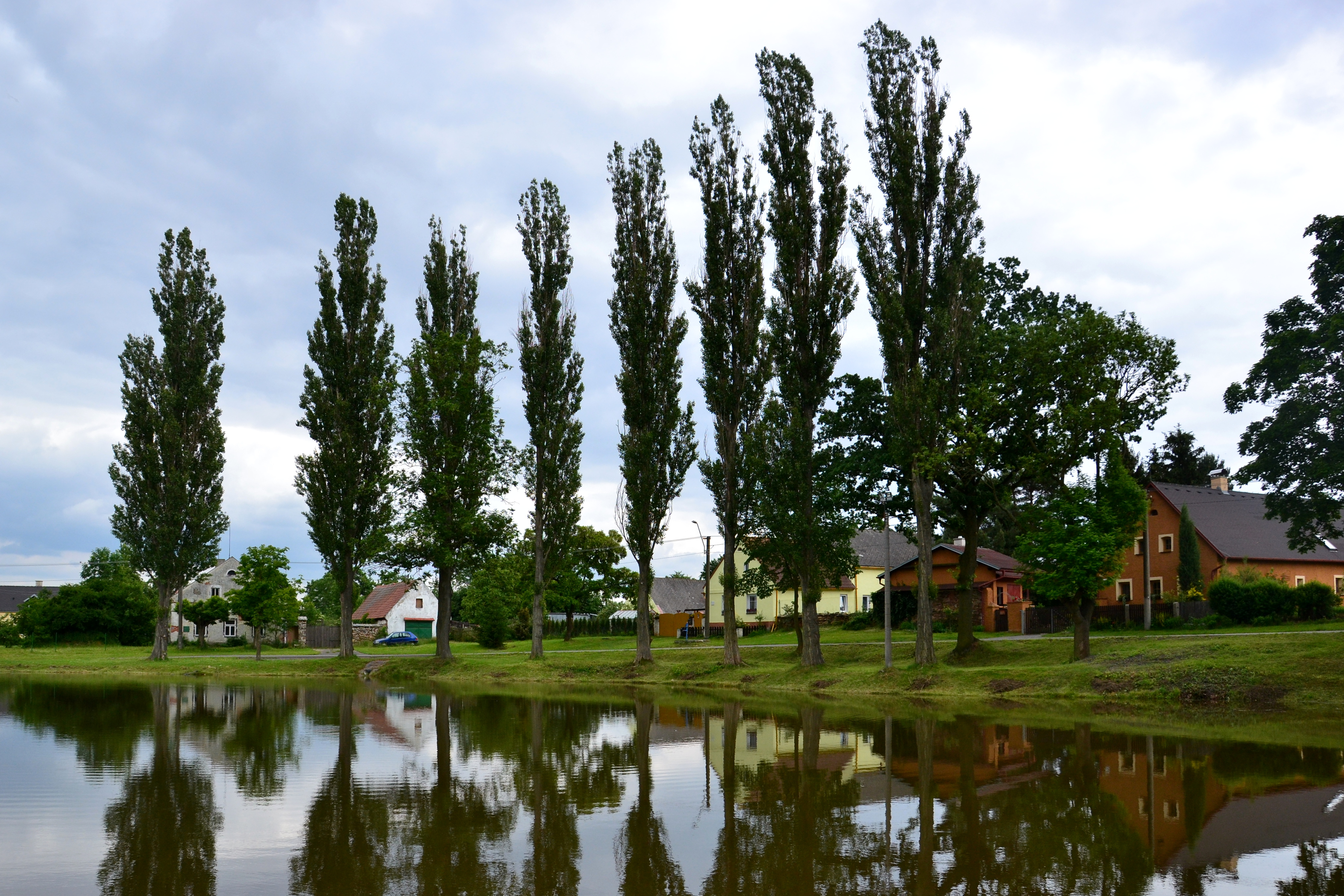
Rybník ve východní části vesnice
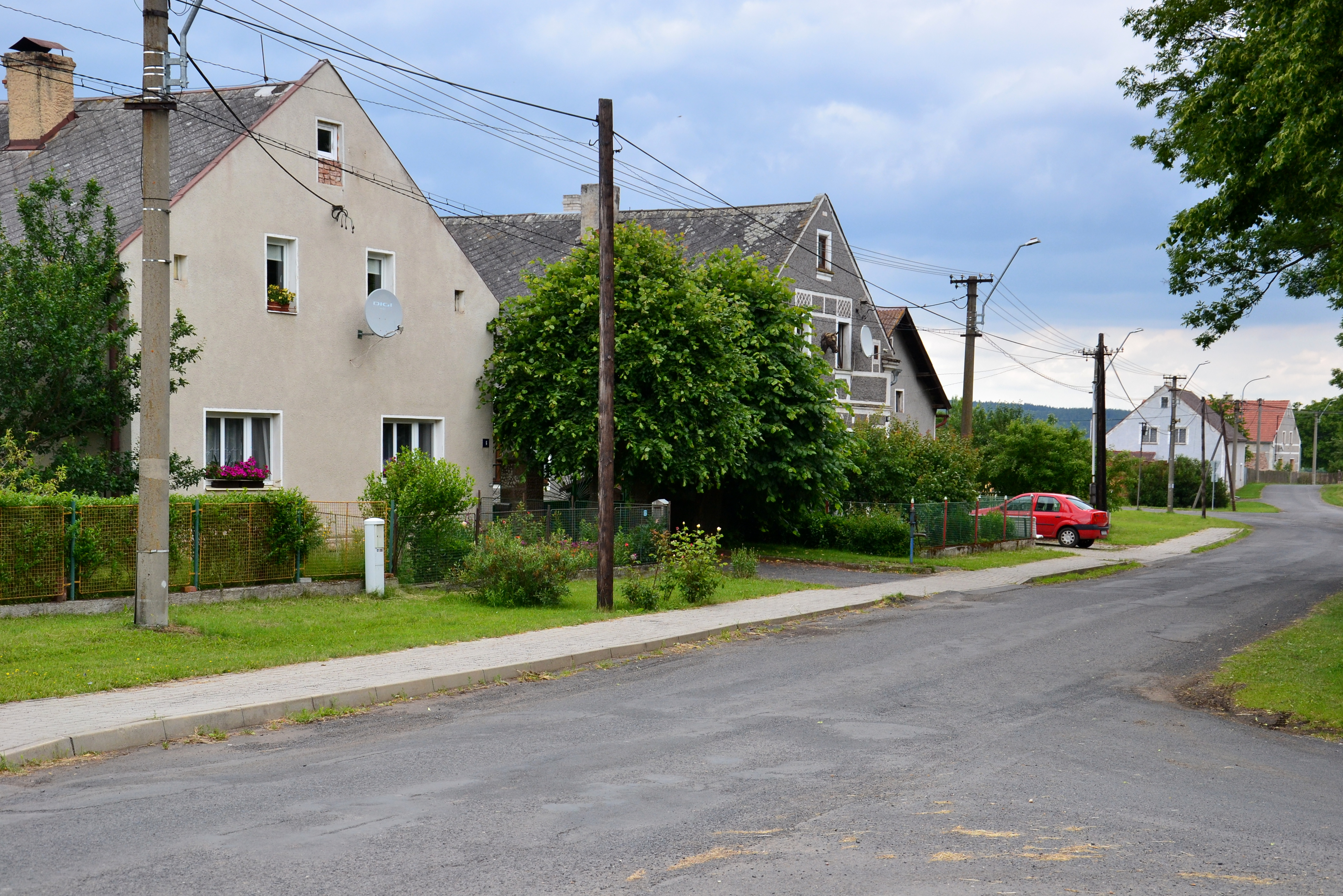
Domy ve východní části vesnice